# 岡田啟介
岡田啟介（日语：岡田 啓介/おかだ けいすけ，1868年2月13日—1952年10月17日），是一名日本海軍軍人及政治家。岡田於1889年自日本海軍兵校畢業，是第15屆畢業生。曾參與中日甲午戰爭（豐島海戰、黃海海戰）、日俄戰爭（日本海海戰）和第一次世界大戰（青島戰役），並曾擔任聯合艦隊司令長官（第16任），最終軍階是大將。
岡田於1927年進入政界，出任海軍大臣（第30、35任）。其後於1934年接替齋藤實出任内阁总理大臣（第31任）。在1936年2月26日發生的二二六事件中在官邸遭受叛軍襲擊，雖然倖免於難，但受到主要親信在事件中遇難的重大打擊，在事件平息後率領內閣總辭。
其後於二戰中後期重新出來負責收尾，發揮其作為海軍元老的影響力，集合和平派重臣之力推翻東條內閣，為推動日本無條件投降作出貢獻。

## 外部連結
- 日本國立國會圖書館－岡田啟介 （页面存档备份，存于）（英文）

| 官衔                                                 | 官衔                                                       | 官衔                   |
| ---------------------------------------------------- | ---------------------------------------------------------- | ---------------------- |
| 前任： 齋藤實                                        | 日本內閣總理大臣 第31任：1934年－1936年                    | 繼任： 廣田弘毅        |
| 前任： 財部彪 大角岑生                               | 日本海軍大臣 第30任：1927年－1929年 第35任：1932年－1933年 | 繼任： 財部彪 大角岑生 |
| 前任： 永井柳太郎                                    | 日本拓務大臣 第7任：1934年（兼任）                         | 繼任： 兒玉秀雄        |
| 前任： 床次竹二郎                                    | 日本遞信大臣 第37任：1934年（兼任）                        | 繼任： 望月圭介        |
| 军职                                                 |                                                            |                        |
| 前任： 加藤寬治                                      | 日本海軍橫須賀鎮守府司令長官 第23任：1926年－1927年        | 繼任： 安保清種        |
| 前任： 鈴木貫太郎                                    | 日本海軍聯合艦隊司令長官 第16任：1924年－1926年            | 繼任： 加藤寬治        |
| 前任： 井出謙治                                      | 日本海軍次官 第7任：1920年－1924年                         | 繼任： 安保清種        |
| 前任： 岡田啟介（艦政部長） 伊藤乙次郎（技術本部長） | 日本海軍艦政本部長 第1任：1920年－1923年                   | 繼任： 安保清種        |
| 前任： 北古賀竹一郎                                  | 日本海軍水雷學校校長 第3任：1908年－1910年                 | 繼任： 鈴木貫太郎      |